# Cordylanthus pringlei
Cordylanthus pringlei är en snyltrotsväxtart som beskrevs av Asa Gray. Cordylanthus pringlei ingår i släktet Cordylanthus och familjen snyltrotsväxter. Inga underarter finns listade i Catalogue of Life.